# Aron Cecher
Aron Abramowicz Cecher (ros. Арон Абрамович Цехер, ur. 1895 w Kijowie, zm. 1938) – radziecki działacz partyjny.

## Życiorys
Aresztowany i w 1910 zesłany pod nadzór policji do guberni saratowskiej, następnie zwolniony. W 1916 ponownie aresztowany, 19 marca 1917 amnestionowany po rewolucji lutowej, w marcu 1917 został członkiem SDPRR(b), 1917-1922 był funkcjonariuszem partyjnym w Saratowie. W 1922 kierownik Wydziału Organizacyjnego Jarosławskiego Komitetu Gubernialnego RKP(b), potem kierownik Wydziału Agitacyjno-Propagandowego KC Komunistycznej Partii (bolszewików) Turkiestanu, 1925-1927 kierownik Wydziału Agitacji i Propagandy Komitetu Okręgowego RKP(b)/WKP(b) w Tomsku, 1927-1929 zastępca kierownika Wydziału Agitacji i Propagandy Północno-Kaukaskiego Komitetu Krajowego WKP(b). Od lipca 1929 do 2 sierpnia 1931 sekretarz odpowiedzialny Komitetu Obwodowego WKP(b) Adygejskiego Obwodu Autonomicznego, od czerwca 1931 do marca 1934 sekretarz odpowiedzialny/I sekretarz Dagestańskiego Komitetu Obwodowego WKP(b), od marca 1934 do września 1937 II sekretarz KC Komunistycznej Partii (bolszewików) Uzbekistanu.
Aresztowany podczas wielkiej czystki, zmarł lub został stracony w 1938.